# San Giovanni in Monte
San Giovanni in Monte è una frazione del comune di Barbarano Mossano, in provincia di Vicenza.
Non rappresenta un centro ben definito, essendo costituito da una serie di contrade distribuite nell'area centro-orientale dei colli Berici e gravitanti attorno alla parrocchia di san Giovanni Battista, istituita di recente.

## Geografia fisica
È una delle località più elevate dei Berici, in quanto si distende alle pendici meridionali del monte Lungo che, con i suoi 445 m s.l.m., rappresenta il punto di massima altitudine del gruppo collinare.

## Monumenti e luoghi d'interesse

### Chiesa vecchia
Le origini di questo edificio non sono molto chiare. Una prima ipotesi ritiene che fu costruita dall'Ordine dei Templari, ma altri asseriscono che fosse stata fondata dai Barbarano.
In realtà la prima notizia attorno alla chiesa di San Giovanni risale al 1306. Si sa inoltre che il monastero annesso fu aperto nel 1459 da Cosma Barbarano per ospitarvi una comunità di Carmelitani, che vi rimase sino alla fine del Seicento. Tra il 1744 e il 1784 l'edificio subì un importante restauro.
La chiesa è ormai spoglia di opere d'arte e arredi sacri, trasferiti in gran parte nella parrocchiale. Degni di nota l'altare maggiore con un ricco dossale barocco in cui era incastonata la pala (conservata nella nuova chiesa) e l'arco che racchiude il presbiterio; ai lati due piccole nicchie accoglievano le statue policrome di san Giuseppe (perduta) e di san Giovanni (oggi nella parrocchiale). L'attuale campanile risale al 1894.
La chiesa è chiusa al culto dal 1954, quando l'intero complesso fu ceduto al Comando trasmissioni dell'Esercito. Ciononostante, può essere visitato grazie all'associazione Italia Nostra che cura un calendario annuale di aperture al pubblico.

### Chiesa parrocchiale

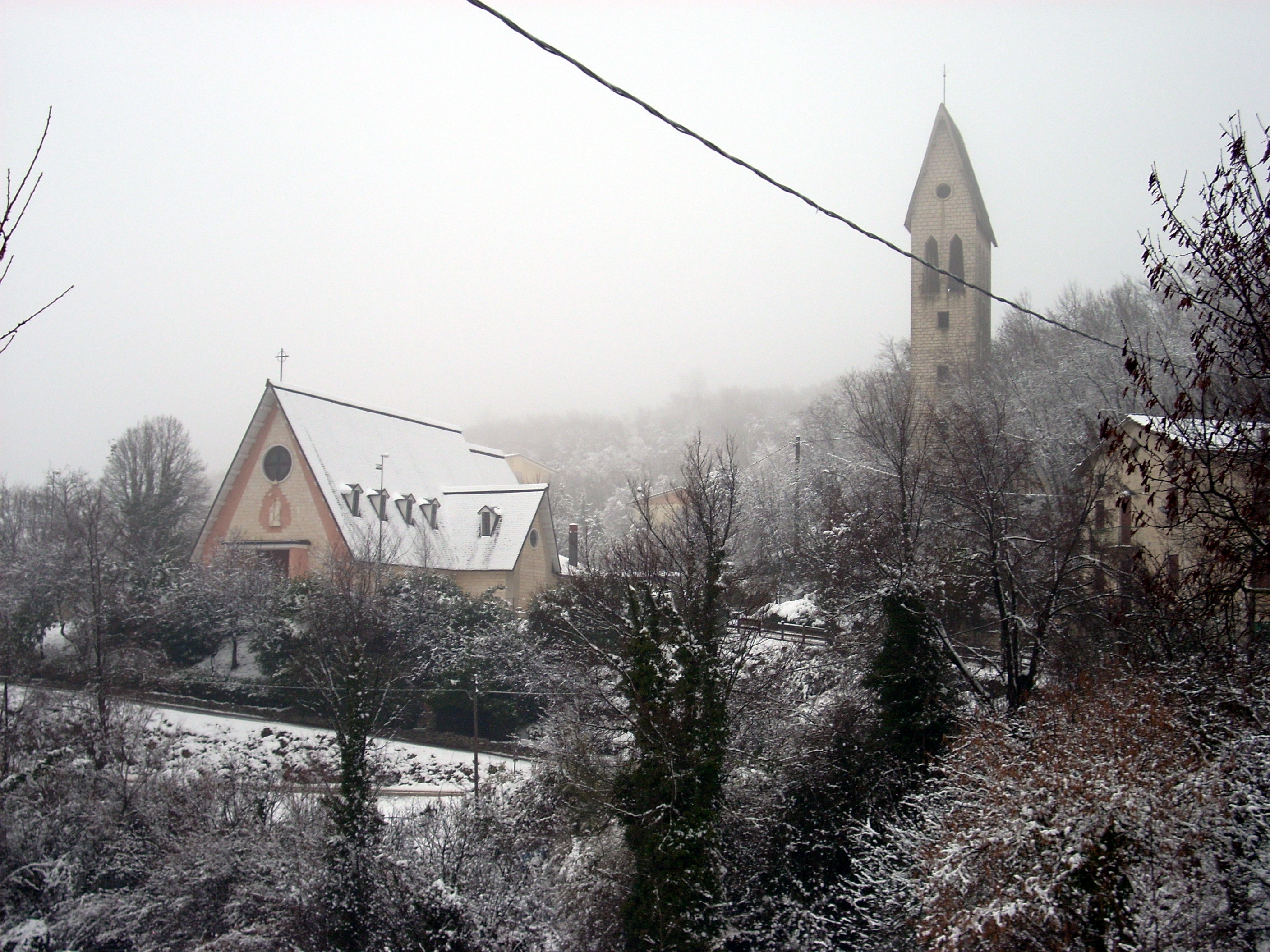
Chiesa e campanile.

La parrocchia attuale fu istituita dal vescovo Carlo Zinato per soddisfare le esigenze religiose degli abitanti del luogo, una vasta area collinare divisa tra i comuni di Barbarano Mossano, Zovencedo e Arcugnano. Un centro parrocchiale sorse nel 1953, cui si aggiunsero presto la parrocchiale (1954), la canonica (1955) e il campanile (1957-1962).
L'edificio, sebbene di forme moderne, conserva pregevoli opere provenienti dalla vecchia chiesa. Tra queste, spiccano la pala San Giovanni che battezza Cristo attribuita ad Alessandro Maganza (anche se alcuni tratti rimandano a Palma il Giovane), e una statua policroma del patrono.

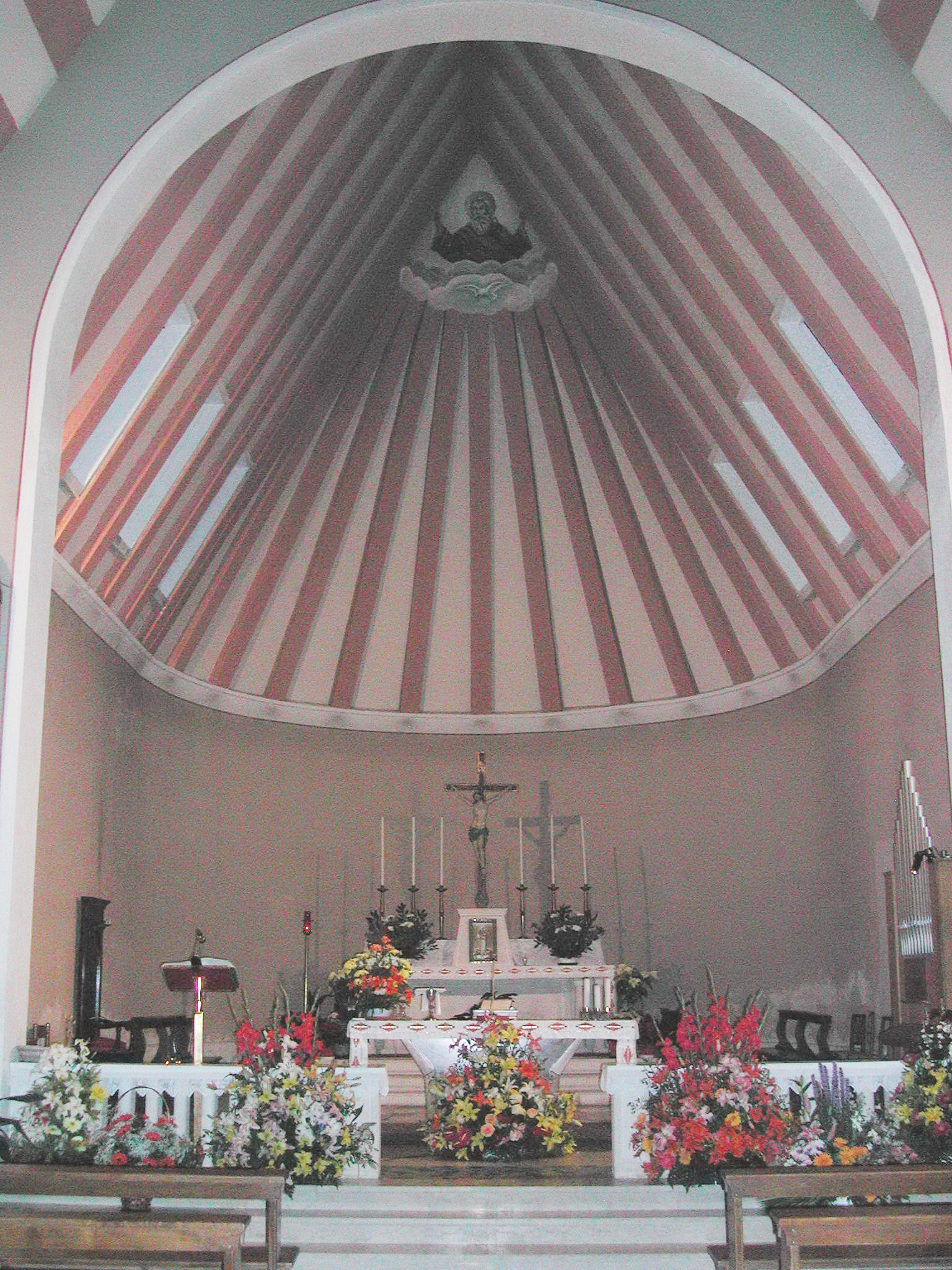
Chiesa parrocchiale - Abside prima del 2006
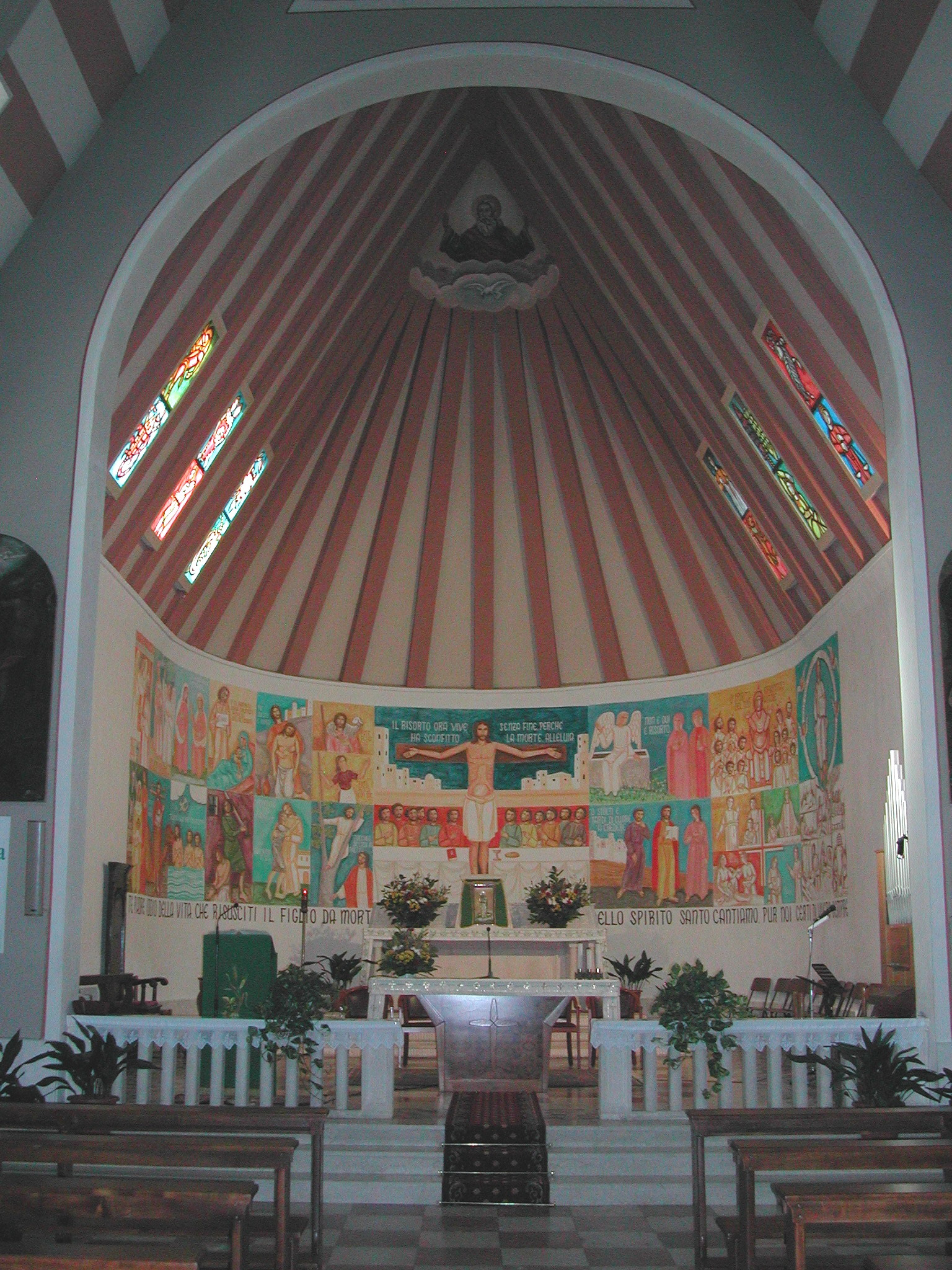
Chiesa parrocchiale - Abside riaffrescato nell'anno 2006
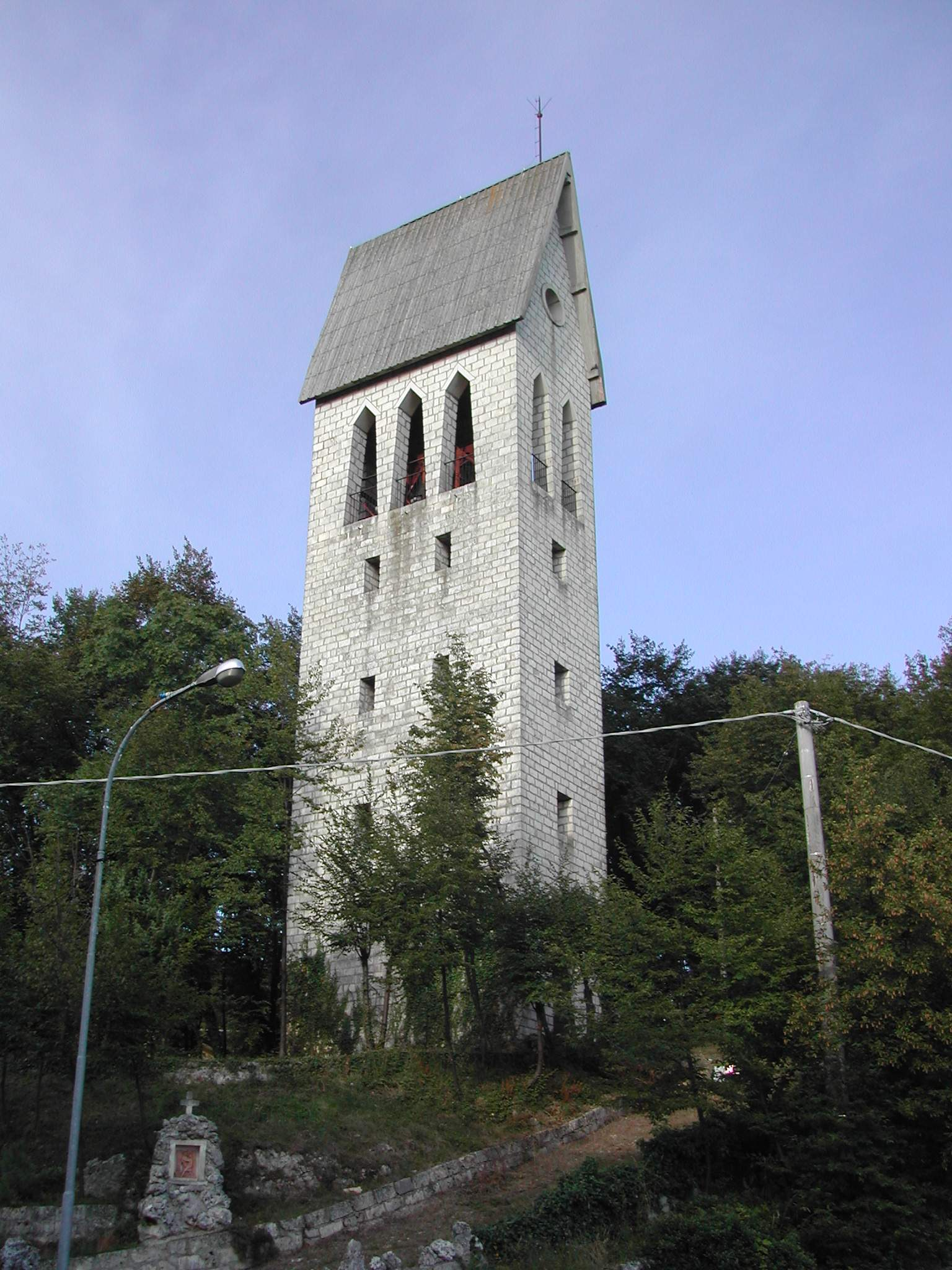
Il campanile a lato della Chiesa parrocchiale